# Пенья, Альсидес
Альсидес Пе́нья Химе́нес (исп. Alcides Peña Jiménez; род. 14 января 1989, Санта-Крус-де-ла-Сьерра, Боливия) — боливийский футболист, нападающий клуба «Атлетико Букараманга» и сборной Боливии.

## Карьера

### Клубная
Альсидес Пенья начал карьеру футболиста в клубе «Ориенте Петролеро». Форвард выступает за команду с 2006 года, когда сыграл 1 матч в чемпионате Боливии. В 2010 году футболист принял участие в 3 матчах Южноамериканского кубка. Тогда же «Ориенте Петролеро» стал чемпионом страны по итогам Клаусуры и 17 февраля 2011 года впервые сыграл в Кубке Либертадорес
.
24 марта 2011 года нападающий забил свой единственный гол в том розыгрыше континентального кубка, поразив ворота Хуана Анхеля Флореса из перуанского клуба «Леон де Уануко»
.
В 2013 году Альсидес Пенья вновь играл на Южноамериканском кубке. На турнире нападающий провёл 2 матча.

### В сборной
В 2009 году Альсидес Пенья играл за молодёжную сборную Боливии на чемпионате Южной Америки. На турнире форвард провёл 4 матча. С 2010 по 2012 год Пенья выступал за первую сборную страны. В 2011 году нападающий попал в заявку сборной на Кубок Америки и дебютировал на турнире в матче группового этапа против Коста-Рики
.
Форвард принял участие и в заключительном матче своей команды на турнире (против сборной Колумбии)
.
Единственный гол за сборную Альсидес Пенья забил в ворота команды Парагвая в состоявшемся 9 июня 2012 года отборочном матче к чемпионату мира—2014

.